# نیوتون گروو (کارولینای شمالی)
نیوتون گروو (به انگلیسی: Newton Grove) شهری در ایالت کارولینای شمالی کشور ایالات متحده آمریکا است که جمعیت آن در سرشماری سال ۲۰۱۰ میلادی، ۵۶۹ نفر بوده‌است.